# Marianne Flach
Elsa Ebba Marianne Flach, född von Arbin 2 augusti 1937 i Skeppsholms församling i Stockholm, död 25 maj 2006 i Hedvig Eleonora församling i Stockholm, var en svensk reklamkvinna och festarrangör. 
Marianne Flach var dotter till överste Nils-Magnus von Arbin och grevinnan Dagmar Bernadotte af Wisborg, samt dotterdotter till greve Carl Bernadotte af Wisborg, vars föräldrar var prins Oscar Bernadotte och Ebba Munck af Fulkila. 
Hon var VIP-värdinna vid Ryttarspelen 1956 i Stockholm och anställdes som sekreterare i bankirfirman Ponsbach 1956. Hon var sedan TV-sekreterare och utförde lyssnarundersökningar för Sveriges Radio och dess avdelning för television 1957–1958, varefter hon anställdes vid Oscar Beckman AB och vid Veckojournalen 1961, samtidigt som hon frilansade bland annat för Bonnier Tidskrifter och Aller media. Efter detta blev hon PR-chef vid Folkan och drev krogen Min lilla trädgård samt Petronella, som var den första secondhand-affären för dam- och barnkläder i Sverige. Hon arbetade även med PR och marknadsföring för Miss Fixit. Därefter etablerade sig Flach som festarrangör för olika artister och teatrar, bland andra Evabritt Strandberg. En av de sista festerna hon arrangerade var Alice Timanders 90-årskalas hösten 2005.
Mellan 1958 och 1967 var hon gift med reklammannen Miles Flach (1934–2011), som var son till överste Miles Flach och grevinnan Ellen Hamilton. Hon är begravd i Arbinska släktgraven på Kimstads kyrkogård.